# Ephraim van Emden
Ephraim van Emden (1752-1832) was bekend makelaar, vrijmetselaar en auteur van Verhandeling over het damspel (1785). Als makelaar handelde hij in "vaste goederen, obligatiën, beleeningen en inboedels". Van Emden woonde in Amsterdam (van 1787-1794 op de Herengracht en van 1800-1813 op de Zandstraat [nr. 2 en nr. 29]). Zijn damboek staat bekend als het oudste Nederlandse damboek. In 1761 al maakte Ephraim kennis met het dammen, toen hij aan de hand van zijn vader het Franse koffiehuis aan de Kalverstraat bezocht. De latere exploitant van dit koffiehuis - Freek Klingespoor - behoorde begin '80-jaren van de 18e eeuw tot de "eenige Heeren liefhebberen van het damspel" die Ephraim hebben geïnspireerd tot het schrijven van het eerste Nederlandse damboek. In het koffiehuis voerden patriotten soms heftige politieke discussies.  